# Регионы Исландии

Регионы Исландии

Регионы Исландии (исл. Landshlutar Íslands) — используемое в статистике, обиходе и литературе деление территории Исландии на пять больших частей, которые характеризуются общей историко-культурной идентичностью и примерно соответствуют расположению избирательных округов с 1959 по 2003 год. 
Деление Исландии на регионы не входит в официальную систему административно-территориального деления Исландии, так как по закону в стране всего два уровня деления: национальное правительство и общины. В 2014 году, после административной реформы и упразднения сисл, общины Исландии в соответствии со статьёй 97 Закона о местном самоуправлении № 138/2011. объединились в восемь региональных ассоциаций общин, работающих в общих интересах всех общин в каждой ассоциации. Эти ассоциаций общин были признаны Статистическим управлением Исландии регионами для представления статистических данных. 

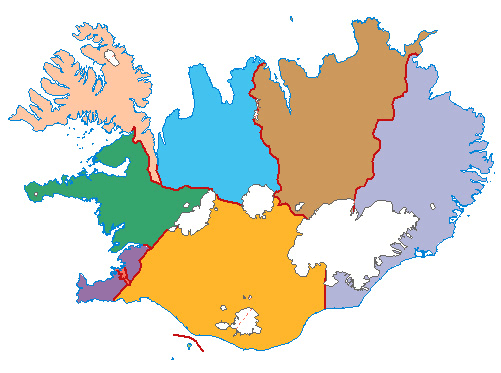
Избирательные округа Исландии с 1959 по 2003 год

С 2014 года полиция и сислюманы стали следовать модели восьми регионов, за исключением того, что Вестманнаэйяр (острова) при этом образует особый район и не являются частью региона Сюдюрланд. Система здравоохранения Исландии и система исландских судов ещё больше расходится с обычно используемой восьмирегиональной моделью. Система почтовых индексов Исландии, основанная на старом делении страны на сислы, также примерно соответствует современным регионам.

Цифра региона соответствуют первой цифре трехзначного исландского почтового индекса

| № | Русское название   | Исландское название | Население (2021) | Площадь (км²) | Плотность населения (на км²) | ISO 3166-2 | Число общин | Крупнейший город | Изображение |
| - | ------------------ | ------------------- | ---------------- | ------------- | ---------------------------- | ---------- | ----------- | ---------------- | ----------- |
| 1 | Хёвюдборгарсвайдид | Höfuðborgarsvæðið   | 236,528          | 1,046         | 221.13                       | IS-1       | 7           | Рейкьявик        |             |
| 2 | Сюдюрнес           | Suðurnes            | 28,195           | 813           | 34.68                        | IS-2       | 4           | Кеблавик         |             |
| 3 | Вестюрланд         | Vesturland          | 16,752           | 9,527         | 1.76                         | IS-3       | 11          | Акранес          |             |
| 4 | Вестфирдир         | Vestfirðir          | 7,066            | 8,842         | 0.80                         | IS-4       | 8           | Исафьордюр       |             |
| 5 | Нордюрланд-Вестра  | Norðurland vestra   | 7,400            | 13,108        | 0.56                         | IS-5       | 7           | Сёйдауркроукюр   |             |
| 6 | Нордюрланд-Эйстра  | Norðurland eystra   | 30,613           | 22,677        | 1.35                         | IS-6       | 13          | Акюрейри         |             |
| 7 | Эйстюрланд         | Austurland          | 10,850           | 15,706        | 0.69                         | IS-7       | 4           | Эйильсстадир     |             |
| 8 | Сюдюрланд          | Suðurland           | 31,388           | 30,983        | 1.01                         | IS-8       | 15          | Сельфосс         |             |
|   | Исландия           | Ísland              | 368,792          | 102,702       | 3,59                         | IS         | 69          | Рейкьявик        |             |